# Erik Hajas
Erik Hajas   (Huddinge, 16 de setembre de 1962) és un jugador d'handbol suec, ja retirat, que va competir durant les dècades de 1980 i 1990.
El 1988 va prendre part en els Jocs Olímpics d'Estiu de Seül, on fou cinquè en la competició d'handbol amb la selecció sueca. Als Jocs de Barcelona de 1992 i als d'Atlanta de 1996 guanyà la medalla de plata en la competició d'handbol. En el seu palmarès també destaquen tres medalles al Campionat del món d'handbol, d'or el 1990 i de bronze el 1993 i 1996. Amb la selecció sueca jugà un total de 281 partits en què marcà 993 gols.
A nivell de clubs jugà al SoIK Hellas (1979-1988), IF Guif (1988-1990), CB Maritim Puerto Cruz (1990-1991), IFK Tumba (1991-1992) i IF Guif (1992-2000). Fou sis vegades el màxim golejador de la lliga sueca, el 1987 amb el SoIK Hellas i el 1989, 1995, 1996, 1997 i 1998 amb l'IF Guif. Una vegada retirat exercí d'entrenador a l'IFK Tumba.